# Über den Himmel

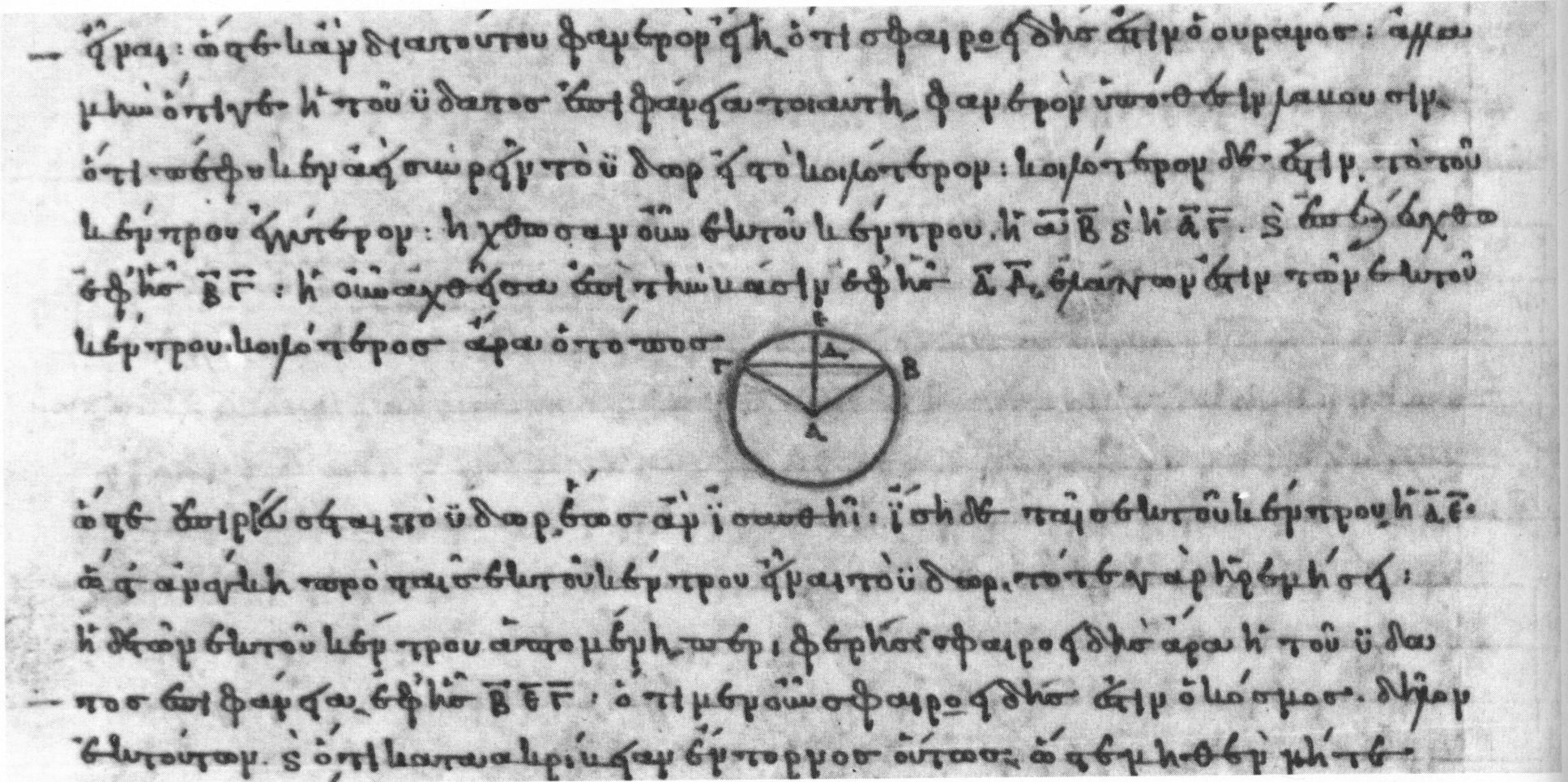
Aristoteles, Über den Himmel 287b7 ff.: Beweis für die Kugelgestalt der Wasseroberfläche. Handschrift Wien, Österreichische Nationalbibliothek, Phil. graec. 100, fol. 69r

Über den Himmel (altgriechisch Περὶ οὐρανοῦ Peri uranú, lateinisch De caelo) ist Aristoteles’ Hauptwerk über den Aufbau des Kosmos. Die auf drei Lehrvorträgen beruhenden vier Bücher behandeln sowohl astronomische Theorien als auch Aspekte der Erde, wie z. B. die Entstehung der Elemente. Das Werk ist nicht zu verwechseln mit der pseudo-aristotelischen Schrift De mundo („Über die Welt“).
Nach Aristoteles sind die Himmelskörper die vollkommensten Realitäten, deren Bewegungen auf anderen Grundsätzen beruhen als die irdischer Körper. Letztere bestehen aus einem oder mehreren der vier klassischen Elemente (Erde, Wasser, Luft, Feuer) und sind vergänglich, während die himmlischen Körper unvergänglich und unveränderlich sind.
Im Buch II, Kapitel 4 (II,4) befasste sich Aristoteles mit der Kugelgestalt des Universums und der Erde und äußerte die Vermutung, dass die Region der Säulen des Herkules Indien gegenüber lägen. Dass beide Küsten des Ozeans einst vereint gewesen sein müssten, sei dadurch bewiesen, dass auf beiden Erdteilen (sowohl Afrika als auch Indien) Elefanten vorkämen. Diese These hat anscheinend auch Kolumbus zu seiner Entdeckungsreise inspiriert.
Ein Kommentar zu dieser Abhandlung wurde von Thomas von Aquin verfasst.

## Textausgaben und Übersetzungen
- Aristotelis De Caelo libri IV. Recognovit brevique adnotatione critica instruxit Donald James Allan. Clarendon Press, Oxford 1936 (Oxford Classical Texts), Nachdruck Oxford 1955.
- Aristote, Du Ciel. Texte établi et traduit par Paul Moraux. (Collection Budé.) Les Belles Lettres, Paris 1965.
- Aristotele, Il cielo. Introd., trad., note e apparati di Alberto Jori. Bompiani, Mailand 1999; 2. Auflage 2002.
- Aristoteles, Über den Himmel. Übersetzt und erläutert von Alberto Jori (= Aristoteles, Werke in deutscher Übersetzung 12/III). Akademie Verlag, Berlin 2009, ISBN 978-3-05-004303-6.
- Olof Gigon (Übers.): Aristoteles, Vom Himmel, Von der Seele, Von der Dichtkunst. Artemis-Verlag, Zürich 1950.
- Aristotle’s de Caelo Γ. Introduction, Translation and Commentary by Theokritos Kouremenos (Palingenesia, 100). Franz Steiner Verlag, Stuttgart 2013.

## Textausgabe des Kommentars von Thomas von Aquin
- Barbara Ferré, Emmanuel Brochier (Hrsg.): Thomas D’Aquin, Commentaire du Traité du Ciel d’Aristote. (Sagesses médiévales, 27). Les Belles Lettres, Paris 2024.

## Einzelbelege
1. ↑  Carl Prantl (Hrsg.): Aristoteles’ Werke: Vier Bücher über das Himmelsgebäude und zwei Bücher über das Entstehen und Vergehen. Leipzig 1857, S. 181.
2. ↑  Umberto Eco: Die Geschichte der legendären Länder und Städte. München 2013, ISBN 978-3-446-24382-8, S. 187.